# 상속세
상속세(相續稅, 영어: inheritance tax)는 죽은 사람이 남겨둔 재산이나 법정 상속인이 물려받은 유산에 대해 부과하는 세금을 가리킨다. 자녀가 잘 살기 바라는 마음에서 평생 세금을 내면서 어렵게 모은 재산인데 국가가 이중 과세로 가져간다며 비판을 하는 사람도 있는데 사망자의 재산으로 세습 봉건주의 시대와는 달리 민주 공화정에서 무주물 국가 귀속 원칙에 의한 고율의 세금이 부과되는 것이다. 생존 시기에 자녀에 공여하는 것은 증여라고 하며, 이 때 부과되는 세금을 증여세라고 한다.

## 상속세 계산구조
- 총상속재산가액 = 본래의 상속재산(민법상 상속재산+유증재산+사인증여재산)+의제상속재산(보험금, 신탁재산,퇴직수당)
- 상속세과세가액 =상속재산가액 +추정상속재산 +합산증여재산가액 -비과세 과세가액불 산입액 -과세가액공제액
- 상속세과세표준 = 과세가액 -기초공제(추가공제포함)-배우자상속공제-기타인적공제-금융재산상속공제-재해손실공제-감정평가수수료공제
- 상속세산출세액 = 상속세과세표준 X 세율
- 총상속세액 =상속세산출세액 -징수유예 -세액공제 +가산세
- 차감납부상속세액 = 총상속세액 - 연부연납 신청금액 -물납신청금액

### 과표
상속인이 거주자 또는 비거주자인 경우의 과표(과세표준)
| 과세표준   | 1억원이하 | 5억원이하 | 10억원이하 | 30억원이하 | 30억원초과 |
| 세율       | 10%       | 20%       | 30%        | 40%        | 50%        |
| 누진공제액 | 없음      | 1천만원   | 6천만원    | 1억6천만원 | 4억6천만원 |

수증자가 거주자 또는 비거주자인 기본세율 적용 증여재산인 경우의 증여세 과세표준은 역시 같다.

### 상속인
피상속인을 기준으로 하는 상속인 순위
| 우선순위          | 1순위              | 2순위              | 3순위    | 4순위              |
| 피상속인과의 관계 | 직계비속 및 배우자 | 직계존속 및 배우자 | 형제자매 | 4촌이내의 방계혈족 |

## 각국의 상속세
2008년 말 현재 OECD 상속세 평균세율은 25.2%. 한국과 일본이 50%로 가장 높고 미국(45%), 프랑스· 영국(40%), 독일(30%) 등이 뒤따르고 있다. 반면 스웨덴, 호주, 멕시코, 뉴질랜드 등 8개국은 상속세와 증여세가 없다. 홍콩은 2006년 상속세를 없앴으며 미국도 상속세 폐지를 추진 중이다.
과도한 상속세 부과는 부자들의 재산도피와 재산은닉을 부추겨 지하경제를 확대하며 조세피난처로의 자본이탈을 부추기고 있다. 따라서 재계의 단체들은 기업활동에 대한 과도한 규제폐지의 요구의 하나로서, 상속세 폐지를 항상 요구하고 있다.
이동원 삼성경제연구소 수석연구원은 상속세 세수 규모가 미미해 상속세를 인하해도 별 문제가 없다고 비판한다. 2009년 상속세와 증여세는 2조4000억 원으로 전체 국세(164조5000억원)의 1.4%에 불과했다.
실제, 상속세는 소득세를 보완하는 세제로써, 소득세와 합산하여 비교할 경우, 소득세와 상속세를 국제적으로 함께 비교해보면 대한민국의 세부담은 낮은 수준이다.
| 구분     | 2011 | 2012 | 2013 | 2014 |
| 미국     | 39.2 | 39.0 | 39.3 | 39.8 |
| 핀란드   | 29.7 | 29.9 | 30.0 | 31.2 |
| 스웨덴   | 27.5 | 28.0 | 28.4 | 28.6 |
| 영국     | 28.6 | 28.1 | 28.3 | 28.1 |
| 독일     | 25.1 | 26.1 | 26.6 | 26.8 |
| 일본     | 19.5 | 19.7 | 20.3 | 20.1 |
| 프랑스   | 18.2 | 19.1 | 19.7 | 19.7 |
| 한국     | 15.7 | 16.2 | 16.5 | 17.6 |
| OECD평균 | 23.6 | 24.0 | 24.2 | 24.3 |

| 구분     | 2011 | 2012 | 2013 | 2014 |
| 미국     | 9.4  | 9.4  | 10.1 | 10.3 |
| 핀란드   | 12.5 | 12.8 | 13.1 | 13.6 |
| 스웨덴   | 11.7 | 11.9 | 12.2 | 12.2 |
| 영국     | 9.6  | 9.2  | 9.2  | 9.0  |
| 독일     | 9.0  | 9.5  | 9.7  | 9.8  |
| 일본     | 5.6  | 5.8  | 6.1  | 6.5  |
| 프랑스   | 7.8  | 8.5  | 8.9  | 9.0  |
| 한국     | 3.8  | 4.0  | 4.0  | 4.3  |
| OECD평균 | 7.9  | 8.2  | 8.4  | 8.5  |

국내에 있을 수 밖에 없는 부동산과 자동차 선박 등을 제외한 동산이나 금전의 경우, 상속세가 없는 국가에 보관된 상태에서 사망하면, 상속세가 전혀 없다. 따라서, 해외로 송금하는 액수를 제한하고 있다.
- 캐나다 - 1972년 상속세 폐지. 세계최초. 상속 당해 종합 소득세 신고할 때에 합산해 신고.
- 이스라엘 - 1981년 상속세 폐지
- 인도 - 1985년 상속세 폐지
- 뉴질랜드 - 1992년 상속세 폐지
- 미국 뉴햄프셔주 - 2003년 상속세 폐지
- 미국 유타주 - 2005년 상속세 폐지
- 러시아 - 2006년 상속세 폐지
- 홍콩 - 2006년 상속세 폐지
- 오스트리아 - 2008년 상속세 폐지
- 싱가포르 - 2008년 상속세 폐지
- 미국 루이지애나주 - 2008년 상속세 폐지
- 스위스 - 국세인 상속세는 없으며, 일부 지방정부에 상속세가 있다.

## 같이 보기
- 증여세
- 양도소득세(CGT)
- 소득 재분배(부의 재분배)
- 복지 제도